# Aniseieae
Aniseieae, tribus slakovki, dio potporodice  Convolvuloideae. Sastoji se od 3 roda a tipični je Aniseia, rasprostranjen u tropskoj i suptropskoj Americi, od Argentine na sjever do Meksika, Kariba i Floride. 

## Rodovi
1. Tetralocularia O´Donnell (1 sp.)
2. Odonellia K.R.Robertson (3 spp.)
3. Aniseia Choisy (3 spp.)